# 巫軟口魚
巫軟口魚（学名：Chondrostoma colchicum）為輻鰭魚綱鯉形目雅羅魚科的其中一種，分布於歐洲及亞洲的俄羅斯、亞塞拜然、亞美尼亞、喬治亞、土耳其的淡水溪流，棲息在中底層水域，體長可達28公分，棲息在河川底中層水域，生活習性不明。